# شیگو اونوه
شیگو اونوه (انگلیسی: Shigeo Onoue؛ زادهٔ ۱۵ ژوئیهٔ ۱۹۷۶) بازیکن فوتبال اهل ژاپن است.